# Sabrina Kruck
Sabrina Kruck (* 3. November 1981 in Starnberg) ist eine deutsche Eishockeyspielerin, die seit 2013 für das Frauenteam des ESC Geretsried in der Landesliga Bayern spielt.

## Karriere
1985, im Alter von vier Jahren, begann Sabrina Kruck mit dem Eislaufen. Durch ihren Vater und ihren Bruder kam Sabrina zum Eishockeysport. Sie durchlief die Nachwuchsmannschaften des TuS Geretsried, für dessen Frauenteam sie ab 1997 in der Fraueneishockey-Bundesliga spielte und mehrfach an den Endrunden um die deutsche Meisterschaft teilnahm.
2001 wechselte Kruck nach der Auflösung der Geretsried Moskitos gemeinsam mit ihren Mannschaftskolleginnen innerhalb der Süd-Staffel der Bundesliga zum SC Riessersee. Mit dem SCR erreichte Kruck, wie schon in der Vorsaison mit den Moskitos, 2002 das Finale um die deutsche Meisterschaft, in dem der SCR mit 1:2 nach Verlängerung dem TV Kornwestheim unterlag. Zur Saison 2002/03 wechselte sie zunächst zum EHC Memmingen, für den sie bis Ende Dezember 2002 spielte, und im Januar 2003 weiter zum TV Kornwestheim, mit dem sie 2003 den deutschen Meistertitel gewann. Nach diesem Erfolg kehrte sie zum SCR zurück.
Nach Abschluss ihrer Ausbildung zur Groß- und Außenhandelskaufrau wurde sie 2003 in die Sportfördergruppe der Bundeswehr aufgenommen. Sie hatte den Rang einer Stabsunteroffizierin.
Zwischen 2007 und 2009 spielte Kruck für den ESC Planegg und gewann mit diesem 2008 ihre zweite deutsche Meisterschaft. Anschließend spielte sie beim EC Bergkamen, ehe sie ihre Karriere zunächst beendete. Seit 2013 läuft sie wieder für den ESC Geretsried in der zweitklassigen Landesliga Bayern auf. Seit Dezember 2019 leitet sie zudem die Geschäftsstelle des ESC Geretsried.

### International
Sabrina Kruck debütierte während der Saison 1997/98 für die deutsche Nationalmannschaft und bestritt 1999 ihre erste Weltmeisterschaft. Weitere Weltmeisterschaftsteilnahmen folgten 2002, 2004, 2005, 2007 und 2008, wobei sie 2005 mit dem fünften Platz die beste Platzierung erreichte. Weiterhin spielte sie bei den Olympischen Winterspielen 2002 in Salt Lake City und 2006 in Turin für Deutschland. Insgesamt absolvierte Sabrina Kruck 159 Länderspiele, in denen sie 7 Tore und 23 Torvorlagen erzielte.

## Sportliche Erfolge
- 2003 Deutscher Meister mit dem TV Kornwestheim
- 2008 Deutscher Meister mit dem ESC Planegg

## Karrierestatistik
(Legende zur Spielerstatistik: Sp oder GP = absolvierte Spiele; T oder G = erzielte Tore; V oder A = erzielte Assists; Pkt oder Pts = erzielte Scorerpunkte; SM oder PIM = erhaltene Strafminuten; +/− = Plus/Minus-Bilanz; PP = erzielte Überzahltore; SH = erzielte Unterzahltore; GW = erzielte Siegtore; 1 Play-downs/Relegation; Kursiv: Statistik nicht vollständig)

### International
(Legende zur Spielerstatistik: Sp oder GP = absolvierte Spiele; T oder G = erzielte Tore; V oder A = erzielte Assists; Pkt oder Pts = erzielte Scorerpunkte; SM oder PIM = erhaltene Strafminuten; +/− = Plus/Minus-Bilanz; PP = erzielte Überzahltore; SH = erzielte Unterzahltore; GW = erzielte Siegtore; 1 Play-downs/Relegation; Kursiv: Statistik nicht vollständig)